# Parmenonta albosticta
Parmenonta albosticta là một loài bọ cánh cứng trong họ Cerambycidae.